# UPPER
UPPER（アッパー）は、1999年結成の日本のスリーピースメロディック・ハードコアバンド。PIZZA OF DEATH RECORDS所属。2009年に解散。
2019年、SPREAD主催の"魂疾走"@下北沢ReGにて活動を再開。

## 概要
1999年
- 北海道にて、YUxYA(ba, vo)、NENE(gt)、IYO-CHAN(dr)で結成。札幌を中心にライブ活動を始める。
- SMASH YOUR FACE (以下S.Y.F)vol.1開催。
- 1st デモテープ　自主制作&リリース(現在は廃盤) recorded at PIGSTY

2000年
- S.Y.F vol.2開催。
- 2nd デモテープ　自主制作&リリース(現在は廃盤) recorded at SMASH

2001年
- S.Y.F vol.3開催。

2002年
- 1stアルバム『IN ALL SINCERITY』"リリース(HOPPING RECORD) recorded at KLUB COUNTER ACTION
- IN ALL SINCERITYリリースツアー(全51ヶ所)
- オムニバス『FIRESTARTER』(TOWER RECORDS)に参加(「WALK WALK WALK」)
- HAWAIIAN6"SOULS"TOUR in HOKKAIDO参加。
- HAWAIIAN6"SOULS"TOUR裏FINAL@新宿ACB参加。

2003年
- 4インチシングル「PASSWORD」リリース(HOPPING RECORD) recorded at KLUB COUNTER ACTION
- S.Y.F vol.4開催。
- IYO-CHAN脱退。
- YU-TA(HELP Dr)加入。
- MOTEL(dr)正式加入。

2004年
- HAWAIIAN6"SHINSYUN GIANT SERIES-IKKI NOT DEAD-"TOUR&FINAL@渋谷AX参加。
- MOTEL、NENE脱退。
- 活動拠点を東京に移しKIRA(gt)、NAKANISHI(dr)を新たに迎える。
- S.Y.F vol.5開催。

2005年
- NAKANISHI脱退。
- GON(HELP Dr)加入。
- KEN YOKOYAMA@下北沢SHELTER参加。
- S.Y.U(dr)正式加入。
- FC FIVE"COME TO THE END"TOUR in HOKKAIDO参加。
- S.Y.F vol.6開催。

2006年
- KEN YOKOYAMA"Nothin' But Sausage"TOUR@水戸LIGHT HOUSE参加。
- オムニバス『The Very Best of PIZZA OF DEATH』(PIZZA OF DEATH RECORDS)に参加(8曲目「CONFIDENCE」)
- S.Y.F vol.7開催。

2007年
- REAL LIFE RECORDINGS主催"POWER STOCK-LIVE DVD-"参加(FUCKIN' THING)
- 7インチミニアルバム『NOT OVER YET』リリース(PIZZA OF DEATH RECORDS)recorded at CURVA NORD STUDIO
- NOT OVER YETリリースツアー(全27ヶ所)
- S.Y.F vol.8開催。
- SET YOU FREE SUMMER FESTA @CLUB CITTA参加。
- THE原爆オナニーズ"みんな大好きTHE現爆オナニーズ" @恵比寿LIQUID ROOM参加。
- 第十回 平成ラリー塾"男は力一杯生きるのです"参加。
- IGNITE JAPAN TOUR FINAL@新宿ACB参加。
- SHELTER TOURS 2007参加。
- KEN YOKOYAMA"Third Time’s A Charm"TOUR FINAL@横浜BAY HALL参加。

2008年
- SET YOU FREE TOUR with UPPER
- NO HITTER"HOP STEP DISORDER"TOUR参加。
- KIRA脱退。
- JOZO(HELP Gt)加入。
- SET YOU FREE 関東圏TOUR参加。
- MIKKUN(HELP Gt)加入。
- SET YOU FREE 東北TOUR参加。
- KAZ-T(gt)正式加入。
- S.Y.F vol.9開催。
- PIZZA OF DEATH RECORDS『MUSIC VIDEO ANTHOLOGY』参加。(「CLOSE MY EYES」)
- KLUB COUNTER ACTION主催"POWER STOCK TOUR"参加。
- S.Y.F vol.10開催。
- SET YOU FREE SUMMER FESTA @CLUB CITTA参加。
- NO USE FOR A NAME JAPAN TOUR@埼玉新都心VJ-3参加。
- HOT SQUALL"BACKBEAT"TOUR参加。
- fam"the quiet before"TOUR参加。

2009年
- S.Y.F vol.11開催。
- KEN YOKOYAMA"HOME COMING"TOUR@仙台JUNKBOX参加。
- DRADNATS "NEW ANSEEN TOMORROW"TOUR&FINAL@下北沢SHELTER参加。
- S.Y.F vol.12開催。
- PUNK ROCKERS BOWL Vol.25 〜Celebration of the Opening of FEVER〜のライブを最後に解散。

なお、YU-YAはSNUFFのDUNCANを中心としたBilly No Mates Japanのメンバーでもある。
2019年
- SPREAD主催の"魂疾走"にて活動を再開。編成はオリジナルメンバーのYU-YA(Vo & Ba)、サポートメンバーのKIRA(Gt),MORIO(Dr)。

UPPER関連紹介
UPPER PRESENTS NIGHT
1.. SMASH YOUR FACE
2.. SMASH YOUR FACE番外編"DEAD AT CHICHIBU "
メンバーの強い意向により始まったSMASH YOUR FACE番外編"DEAD AT CHICHIBU"...
S.Y.Uの出身地であり、STUDIO ZIERONのある秩父での限定イベント。秩父のバンドを中心に、ノンジャンルを掲げたライブイベントとして不定期に開催。
多くのバンド、ライブハウス、キッズ、関係者、そしてHOCKLE HOCKのメンバー、NORI氏が経営する秩父唯一のリハーサル、レコーディング"STUDIO JOY"の存在無くしては語れないイベントでもある。
-HISTORY-
2008.. DEAD AT TITIBU vol.1  秩父BAR Hub Bub
fam / BAMbi / HOCKLE HOCK / FRENCHMAN FLAT / CHARM / UPPER
UPPER STUDIO
1.. ZIERON
2005着工。幾度となく試行錯誤を重ね、外壁も床もない状態から独学とD.I.Y精神の元に、メンバーの手で一から作られたUPPER専用STUDIO "ZIERON"
発展途上で開発中のZIERONにてリハーサル、プリプロ、作曲活動を展開中。
UPPER OFFICIAL HP BIOGRAPHYより引用

## ディスコグラフィ

### アルバム
1. 「IN ALL SINCERITY」(2002年5月)
  1. FATE
  2. AFTER BETRAYAL
  3. I WANNA KEEP HEAD UP
  4. SMASH YOUR FACE
  5. GET TO THE CORE
  6. FUCKIN' THING
  7. DESTRUCTION OF MY WALL
  8. NO WAY
  9. ALIVE
  10. NO MORE TEARS

### ミニアルバム
1. 「NOT OVER YET」(2007年5月)オリコン59位
  1. RESOUND AROUND
  2. CLOSE MY EYES
  3. POWER OF COEXISTENCE
  4. LAZY
  5. JUST GONE
  6. ONE STEP FORWARD
  7. KEEP AGGRESSIVE

### シングル
1. 「PASSWORD」(2003年5月)
  1. FALL
  2. LIGHT AND DARKNESS
  3. I'LL BE BACK
  4. THE STATUS QUO

### オムニバス
1. 「FIRESTARTER」(TOWER RECORDS) "WALK WALK WALK"
2. 「The Very Best of PIZZA OF DEATH」(PIZZA OF DEATH RECORDS) "CONFIDENCE" オリコン9位
3. 「POWER STOCK」(REALLIFE RECORDINGS) "FUCKIN'THING"
4. 「PIZZA OF DEATH RECORDS MUSIC VIDEO ANTHOLOGY」(PIZZA OF DEATH RECORDS) "CLOSE MY EYES"

### メンバー参加作品
1. YU-YA　「C'monletmeseeyoupogo-Billy No Mates」

## メンバー
- YU-YA - (Vo & Ba)
  - 以前はミュージックマン・スティングレイ(通称 初代)がメインだったが、2009年頭頃からESPのBOTTOM BUMPをメインに使用している。
- KAZ-T - (Gt)
  - 加入当時はNAVIGATORのN-LP-380ltdのトグルスイッチの場所を変える等少し改造されたのを使用していた。現在はESPのSV-NT(通称 チュンチュン)を使用。

### 元メンバー
- IYODA(Dr) - (1999 - 2003)
- NENE(Gt) - (1999 - 2004)
- MOTEL(Dr) - (2003 - 2004)
- NAKANISHI(Dr) - (2004 - 2005)
- KIRA(Gt) - (2004 - 2008)
- S.Y.U(Dr) - (2005 - 2009) 
  - スネアはDWのDW-CT1465SD。ペダルはTAMA製IRON COBRAを使用。2008年秋頃までシングルペダルだったが、今はツインペダルになり基本プレイは変わらないが時折ヘヴィメタルのようなフレーズを使用する。
- MORIO(Dr) - (2019-)
- KIRA(Gt) - (2019-)
- REIJI(Dr) - (-2023)

### サポートメンバー
- MORIO(Dr) 2019-
- KIRA(Gt) 2019-